# C. Darin Knight
C. Darin Knight (geb. vor 1975) ist ein US-amerikanischer Tonmeister.

## Leben
Knight begann seine Karriere Mitte der 1970er Jahre, sein erster Spielfilm war Robert Clouse’ Actionkomödie Freie Fahrt ins Jenseits. In der Folge arbeitete er an einigen Blaxploitation-Filmen. 1979 gewann er zusammen mit Richard Portman, William McCaughey und Aaron Rochin den Oscar in der Kategorie Bester Ton für Die durch die Hölle gehen. Er war für den Kriegsfilm zudem für den BAFTA Film Award in der Kategorie Bester Ton nominiert, konnte diesen Preis jedoch nicht entgegennehmen.
Ab Anfang der 1990er Jahre begann Knight mehr für das Fernsehen zu arbeiten und war ab 2000 fast ausschließlich an verschiedenen Fernsehserien tätig, darunter 88 Episoden von Raising Hope und 80 Episoden von My Name Is Earl. Für seine Arbeit an letzterer Serie war er 2007 für einen Primetime Emmy nominiert.

## Filmografie (Auswahl)
- 1975: Freie Fahrt ins Jenseits (Black Belt Jones)
- 1975: New York antwortet nicht mehr (The Ultimate Warrior)
- 1978: Die durch die Hölle gehen (The Deer Hunter)
- 1980: Heaven’s Gate
- 1982: American Diner (Diner)
- 1983: Scarface
- 1984: Auf dem Highway ist wieder die Hölle los (Cannonball Run II)
- 1985: Pale Rider – Der namenlose Reiter (Pale Rider)
- 1986: Archie und Harry – Sie können’s nicht lassen (Tough Guys)
- 1986: Pretty in Pink
- 1989: Das Bankentrio (Three Fugitives)
- 1991: Vater der Braut (Father of the Bride)
- 1992: Sister Act – Eine himmlische Karriere (Sister Act)
- 1993: Hocus Pocus
- 1997: Absolute Power

## Auszeichnungen
- 1979: Oscar in der Kategorie Bester Ton für Die durch die Hölle gehen
- 1980: BAFTA-Film-Award-Nominierung in der Kategorie Bester Ton für Die durch die Hölle gehen